# Byssoonygena ceratinophila
Byssoonygena ceratinophila är en svampart som beskrevs av Guarro, Punsola & Cano 1987. Byssoonygena ceratinophila ingår i släktet Byssoonygena och familjen Onygenaceae.   Inga underarter finns listade i Catalogue of Life.